# Academia Internacional de Arquitetura
A Academia Internacional de Arquitetura  (International Academy of Architecture, IAA; em búlgaro:  Международна Архитектурна Академия) é uma organização não-governamental e sem fins lucrativos, com estatuto especial as Nações Unidas, Conselho Econômico e Social da ONU (ECOSOC), localizada em Sofia, Bulgária. O nome em búlgaro também é utilizado, além da tradução para o inglês em todos os documentos para uso na Bulgária. Suas línguas oficiais são o inglês, francês, russo e espanhol. Membros da IAA são líderes acadêmicos e de faculdades de todo o mundo.